# استطلاع الموارد المالية
استطلاع الموارد المالية (بالإنجليزية:means test) هو استطلاع بغرض معرفة مدى استحقاق فرد أو عائلة لمساعدات من قبل الحكومة. وفي هذا الاستطلاع تحتسب ثروة وأملاك الشخص، إلى جانب دخله من عمله بغرض معرفة مدى أحقيته.

## فيالمملكة المتحدة
ظهرت في المملكة المتحدة مقاومة من قبل حركة العمال الوطنية ضد استطلاع الموارد المالية بسبب استياء العمال.
وحاليا تدفع المساعدات المالية لمستحقيها بناء على تحقيق استطلاع الموارد المالية للشخص وهو يعتمد على دخله ومدخراته.
وقد بدأ استخدام استطلاع الموارد المالية في أكتوبر 2006 كجزء من استطلاع الاستحقاق القانوني في المحاكم. كما قدمت وزارة العدل اقتراحات مشابهة في هذا الشأن وقدمتها للمحاكم العليا في نوفمبر 2008 للمناقشة. وفي 29 يناير 2009 انتهت فترة مناقشة الاقتراحات، وينتظر البت في القرار النهائي في القريب.

## اقرأ أيضاً
- خداع (اقتصاد)
- مستحقات مؤجلة
- تخصيص الأموال